# Hyenas
Hyenas foi um jogo eletrônico planejado de tiro em primeira pessoa desenvolvido pela Creative Assembly e publicado pela Sega. Ambientado em um futuro próximo distópico, os jogadores deveriam assumir o controle de um pirata espacial conhecido como Hyena e competir em equipes de três para invadir naves fortemente protegidas. O jogo foi cancelado pela Sega no final de setembro de 2023, alegando um baixo potencial de lucratividade.

## Desenvolvimento
Hyenas foi inicialmente intitulado "Project Keaton" e apresentado internamente em 2017, quando recebeu sinal verde após o sucesso de crítica de Alien: Isolation, apesar da fraca performance comercial. Desejando um jogo com apelo comercial mais amplo, a gerência do estúdio decidiu criar um jogo de tiro multijogador online para consoles inspirado em Destiny, Escape from Tarkov e PUBG. Ele também se inspirou em Apex Legends, embora a equipe de desenvolvimento tenha se abstido de desenvolver um título de battle royale por acreditar que o gênero seria dominado por equipes de desenvolvimento experientes. O tempo de desenvolvimento de Hyenas foi estimado em 5 anos.
A intenção era que o jogo se baseasse em personagens como Han Solo ou a tripulação de Firefly, em um ambiente de ficção científica que incorporasse alguns elementos realistas. Ele foi planejado para utilizar o motor de jogo de Alien: Isolation, mas foi alterado para o Unreal Engine no meio do desenvolvimento, exigindo que parte da equipe fosse transferida para trabalhar em Total War. Em 2019, o cineasta Neill Blomkamp visitou a equipe de desenvolvimento e deu feedback sobre o conceito, influenciando a direção criativa do jogo no sentido de coletar artefatos valiosos da cultura pop e inserir humor na Internet. Isso teria sido bem recebido pela equipe de desenvolvimento, que muitas vezes se sentia "sem rumo". Em algum momento, Blomkamp acabou se separando da Sega.
Hyenas foi, supostamente, o jogo de maior orçamento da Sega, superando os 70 milhões de dólares gastos em Shenmue em 1999. A Sega o chamou de um de seus "Super Games", títulos ambiciosos que esperava que recuperassem o investimento. O jogo foi anunciado oficialmente em 22 de junho de 2022 como parte do evento Summer of Gaming da IGN. Ao mesmo tempo, foi anunciado o primeiro de vários testes alfa fechados, o primeiro dos quais começou em 23 de setembro. O primeiro teste de jogo público do jogo foi na Gamescom, em Colônia, em 2023. Após os testes alfa do jogo, a Sega ficou insatisfeita com o progresso do jogo e começou a exercer mais controle, enviando funcionários da Sega Japão para permanecerem permanentemente no escritório da desenvolvedora no Reino Unido, de uma maneira excepcionalmente direta.
O jogo estava previsto para ser lançado para Windows, PlayStation 5, PlayStation 4, Xbox Series X/S e Xbox One. No entanto, no início de agosto de 2023, os executivos da Sega chamaram publicamente o desenvolvimento do Hyenas de “desafiador”, levantando a possibilidade de ele ser cancelado, e afirmaram que estariam procurando "ajustar" o modelo de negócios do jogo, possivelmente para um jogo gratuito. Seu desenvolvimento foi interrompido pela Sega em 28 de setembro de 2023, juntamente com vários outros jogos não anunciados, devido à "menor lucratividade da região europeia".
Um desenvolvedor anônimo atribuiu o fracasso do jogo à falta de direção criativa, ao fato de a gerência estar "dormindo no volante", à criação de um jogo sem originalidade para um mercado saturado, bem como à mudança "disruptiva" do motor para o Unreal. Ele acreditava que, no futuro, a Sega seria mais exigente com relação aos jogos que publicasse devido à perda monetária significativa do cancelamento do jogo.

## Recepção
Ed Thorn, da Rock Paper Shotgun, inicialmente não ficou impressionado com o jogo, chamando-o de "desagradável e decepcionante", mas em uma prévia de agosto de 2023, ele afirmou que ficou "agradavelmente surpreso". Dizendo que gostou da combinação de jogo de mata-mata em equipe de ritmo acelerado e jogo de tiro de extração, ele observou que o jogo poderia ter mais chances de sobrevivência no lançamento do que pensava, mas também expressou a opinião de que o jogo ainda teria "dificuldades para penetrar em um espaço saturado". Em outra prévia, Lexi Luddy, da Shacknews, disse que o jogo era "muito divertido", mas expressou receio de que não sobreviveria, observando dificuldades técnicas durante a versão beta. Kelsey Raynor, do VG247, disse que o jogo era "surpreendentemente diferente de outros jogos de tiro", observando como ele homenageava as décadas de 1980 e 1990. Jake Tucker, do TechRadar, afirmou que o jogo tinha um ritmo "avassalador" e se destacava por suas cores brilhantes e trajes vívidos, que, combinados com a nostalgia, davam a impressão de que ele havia sido projetado para iniciantes em jogos de tiro de extração. Ele disse que o jogo não era para ele, mas expressou a esperança de que seria bom para os fãs. No entanto, ele observou que não tinha certeza se o jogo encontraria um público como um jogo pago quando comparado a jogos gratuitos como Fortnite.